# Інвестиційний сертифікат
Інвестиці́йний сертифіка́т  (mutual fund shares) — іменний цінний папір, який розміщується інвестиційним фондом, інвестиційною компанією, компанією з управління активами пайового інвестиційного фонду та посвідчує право власності інвестора на частку в інвестиційному фонді, взаємному фонді інвестиційної компанії та пайовому інвестиційному фонді.
Незважаючи на те, що у визначенні інвестиційних сертифікатів є слово "папери", проте у паперовому вигляді вони не існують. Обіг інвестиційних сертифікатів здійснюється виключно в електронному вигляді.

## Загальна інформація

### Поняття
Інвестиційний сертифікат – вид цінних паперів.
Інвестиційний сертифікат це іменний цінний папір, який засвідчує право власності на майно, що є складовою частиною пайового інвестиційного фонду.

### Види
Класифікація інвестиційних сертифікатів здійснюється:
1. за організаційною формою інституту спільного інвестування (ІСІ)
2. за способом оплати послуг ІСІ
За першою ознакою розрізняють інвестиційні сертифікати відкритих і закритих ІСІ.
Інвестиційні сертифікати закритих ІСІ розповсюджуються серед обмеженого кола вкладників і не підлягають достроковому викупу. Інвестиційні сертифікати відкритих ІСІ розміщуються серед необмеженого кола осіб і підлягають достроковому викупу, крім того в будь-який момент може бути здійснений додатковий випуск таких сертифікатів.
За другою ознакою є сертифікати з навантаженням, сертифікати без навантаження. По сертифікатам з навантаженням оплата послуг здійснюється при розповсюдженні таких сертифікатів, тобто вони продаються за ціною більшою за номінальну на величину комісійних, а викуп - по номінальній ціні. Сертифікати без навантаження розміщуються по номінальній вартості, а викупаються зі знижкою до номінальної вартості, комісійні нараховуються із викупної ціни.